# Aleurolobus psidii
Aleurolobus psidii là một loài côn trùng cánh nửa trong họ Aleyrodidae, phân họ Aleyrodinae.
Aleurolobus psidii được Jesudasan & David miêu tả khoa học đầu tiên năm 1991.